# Johann Adam Pollich
Johann Adam Pollich est un médecin et botaniste allemand, né le 1er janvier 1740 à Kaiserslautern et mort le 24 février 1780.

## Éponymie
- Le genre Pollichia de la famille des Caryophyllaceae lui est dédié.
- Le nom Pollichia avait été donné à plusieurs autres genres :
  - dans la famille des Boraginaceae, il a été rapporté au genre Trichodesma,
  - dans la famille des Lamiaceae, il a été rapporté au genre Lamium.
- Pollichia (de) est aussi le nom de l'Association pour l'étude de la nature et la conservation du paysage (Verein für Naturforschung und Landespflege) et du musée palatin d'histoire naturelle (Pfalzmuseum für Naturkunde (de)) de Bad Dürkheim.